# 松冨倫
松冨 倫（まつとみ りん、1990年4月26日 - ）は、大分県大分市出身の元プロ野球選手（内野手）。右投右打。プロでは育成選手であった。

## 経歴

### プロ入り前
楊志館高時代は、2年時の夏に第89回全国高等学校野球選手権大会に出場。3番遊撃手として起用され、ベスト8進出に貢献した。3年時の夏は、大分県予選1回戦で国東高に敗れ初戦敗退に終わった。2学年後輩に甲斐拓也がいる。
別府大学では、1年時から主軸で遊撃手のレギュラーに定着し、ベストナインにも選出された。3学年先輩に岩尾利弘、安田圭佑がいる。
2012年10月25日、プロ野球ドラフト会議で読売ジャイアンツから育成選手ドラフト2位指名を受け入団。

### 巨人時代
2013年は二軍で7試合に出場し3打数0安打の成績に終わった。10月1日に球団から戦力外通告を受けた。

### ソフトバンク時代
2013年11月10日に行われた12球団合同トライアウトに参加。12月12日に福岡ソフトバンクホークスと育成選手契約をしたことが発表された。
2014年10月5日に球団から戦力外通告を受けた。10月31日、自由契約公示された。

### 現役引退後
引退後はホークスジュニアアカデミーのコーチを務めた。

## 選手としての特徴・人物
50m走5秒8、遠投110m、握力73kgと身体能力が高い。 足が速く、守備では俊敏性があり素早い動きと捕球から送球までの速さが持ち味。地肩も強い。
両足のスタンスを広く取り、体の重心を低くしてスイングする独特の打撃フォームをしている。小柄ながら力強い打撃をしており甘いコースのボールはスタンドにも運ぶパンチ力がある。

## 詳細情報

### 年度別打撃成績
- 一軍公式戦出場なし

### 背番号
- 003 （2013年）
- 142 （2014年）